# Caserne de Carillon
Pour les articles homonymes, voir Carillon (homonymie).
La caserne de Carillon est un bâtiment en pierre située à Carillon, au Québec (Canada). Construite entre 1836 et 1838 pour pallier le problème d'hébergement entre Montréal et Ottawa sur l'Outaouais, elle a été utilisée comme caserne durant les Rébellions de 1837. Elle est ensuite retournée à sa vocation hôtelière entre 1840 et 1936, date où elle a été acquise pour servir de musée. Elle a été désignée lieu historique national du Canada en 1960.